# Flat Rock (Michigan)
Flat Rock è una città della Contea di Wayne, nello Stato del Michigan. La popolazione nel 2010 era di 9 878 abitanti. A Flat Rock c'è la sede della Assembly Plant, proprietà della Ford. Nel 2012 ha prodotto la quinta generazione di Ford Mustang e la Ford Fusion.